# Julián V. Montellano Carrasco
Julián V. Montellano Carrasco (Villa Abecia, Bolivia, 27 de octubre de 1900 - La Paz, Bolivia, 24 de mayo de 1989) fue un abogado y político boliviano, vigésimo quinto Vicepresidente de Bolivia desde el 6 de noviembre de 1945 hasta el 21 de julio de 1946 durante el gobierno del presidente Gualberto Villarroel Lopez. 

## Biografía
Julián Montellano nació en Villa Abecia, departamento de Chuquisaca el 27 de octubre de 1900. Fue hijo de Julián Montellano y Clara Carrasco, se casó con María Arana con quien tuvo cinco hijos, Mary, Ruth, Nora, Hugo y Luis Alberto. Durante su juventud estudió la carrera de derecho en la Universidad Mayor de San Andrés y en la Universidad Mayor, Real y Pontificia de San Francisco Xavier de Chuquisaca, licenciándose como abogado el año 1923. Fue catedrático de Derecho de las universidades de La Paz, Chuquisaca y Oruro.

## Vida política
Se formó en las ideas del republicanismo durante el gobierno de Bautista Saavedra Mallea (1921 - 1925). Fue elegido diputado en las Legislaturas de 1925, en la de 1926 hasta 1928, volviendo a ocupar dicho puesto desde 1928 a 1930, fue convencional en 1938 y entre los años de 1944 a 1945, llegando a ser Presidente de la Convención en 1945. 
Fue elegido Vicepresidente de Bolivia durante el gobierno de Gualberto Villarroel Lopez por la Asamblea Nacional el 6 de noviembre de 1945, hasta la caída y asesinato del presidente Villarroel el 21 de julio de 1946. Fue Presidente interino de la República ocupando el cargo por 9 días (del 9 de septiembre de 1945 hasta el 18 de septiembre de 1945).
Después de que el presidente Gualberto Villarroel fuera asesinado por una multitud, Montellano dejó de ser Vicepresidente de Bolivia, y empezó a sufrir persecución política, cárcel y exilio durante los años de 1946 a 1952, como también durante la etapa de 1952 hasta 1964 durante el gobierno del Movimiento Nacionalista Revolucionario (MNR), quien no permitió la publicación en Bolivia de su libro Terror y angustia en el corazón de América.
Julián V. Montellano falleció en la ciudad de La Paz el 24 de mayo de 1989 a los 88 años de edad.

## Publicaciones
Escribió varios libros como ser:
- Las obligaciones en el Derecho Civil Boliviano
- Soberanía y Reconocimiento
- La Justicia Boliviana al Servicio de la Masonería
- La Cátedra Pantaleón Dalence
- Filosofía de la bolivianidad, escrito en 1982.

También escribió la novela De lo nuestro en 1921. Escribió además varios artículos sobre cuestiones jurídicas.
En los años 1960 publicó un artículo periodístico en Presencia titulado "Nuestras fronteras y la unidad nacional", en donde propuso una división administrativa de Bolivia en 23 departamentos.
| Predecesor: Enrique Baldivieso Aparicio | Vicepresidente de Bolivia 6 de noviembre de 1945 - 21 de julio de 1946 | Sucesor: Mamerto Urriolagoitia Harriague |